# ダリップ・シン・ソーンド
ダリップ・シン・ソーンド（Dalip Singh Saund、1899年9月20日 - 1973年4月22日）は、アメリカ合衆国の政治家である。民主党に所属し、1957年にカリフォルニア州第29選挙区選出の連邦下院議員となった。インド系アメリカ人であり、アジア系アメリカ人およびシク教徒で初めてアメリカ合衆国議会議員に選出された人物である。

## 若年期

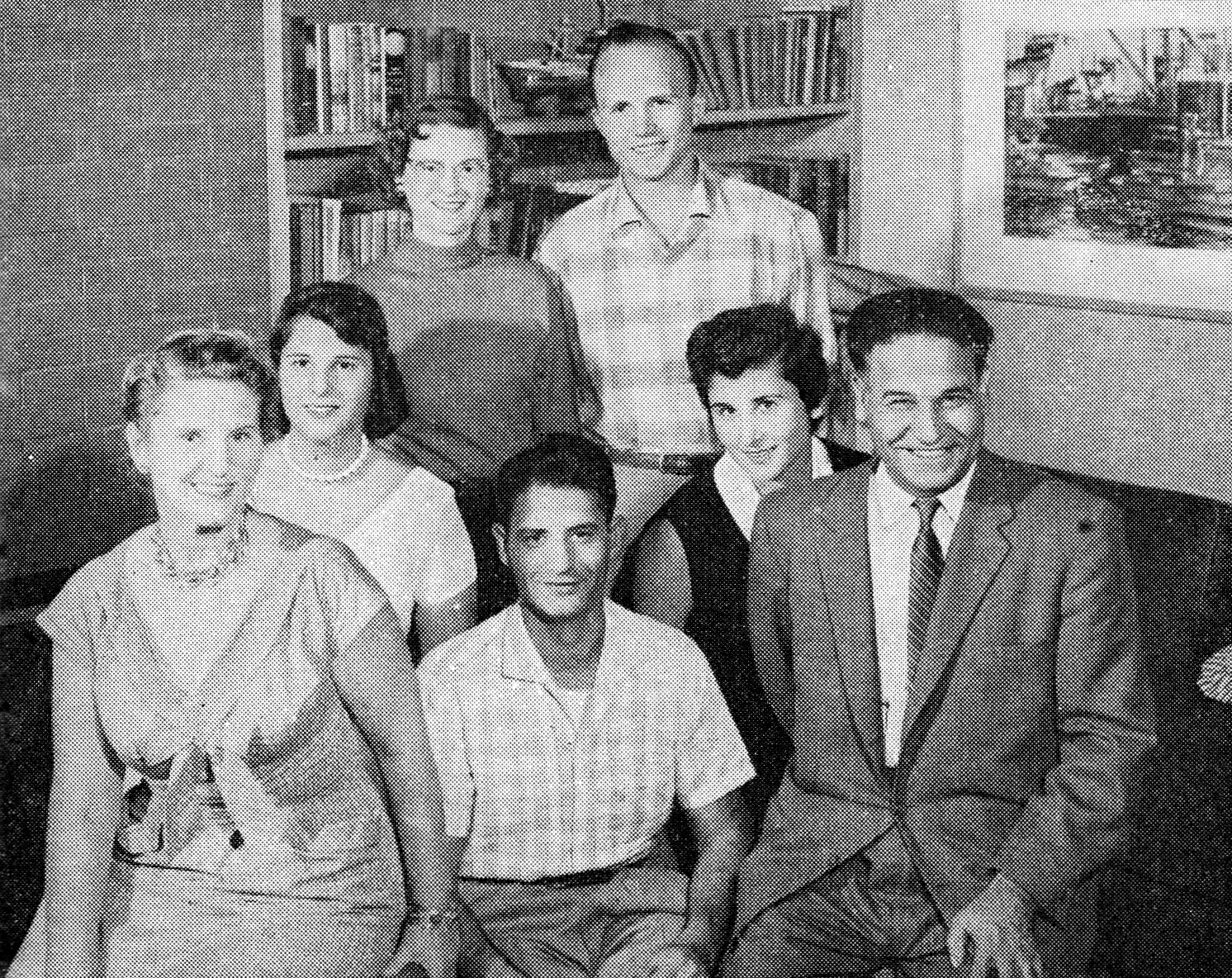
ソーンドの家族写真（1957年）

ソーンドは1899年9月20日にイギリス領インド帝国のパンジャーブ州アムリトサル県で生まれた。10歳のときに父が亡くなった。プリンス・オブ・ウェールズ大学（現 国立ガンジー記念科学大学）を経てパンジャーブ大学に入学し、在学中はインド独立運動を支持した。1919年にパンジャーブ大学で数学の理学士号を取得した。
1920年9月27日、兄の援助でアメリカに渡り、カリフォルニア大学バークレー校で食品保存について学んだ。その後、1957年に連邦議会議員として訪問するまで、インドに戻らなかった。1922年に修士号、1924年に博士号を取得した。
1925年にインペリアル・バレーで農場を開いた。1928年7月21日にマリアン・Z・コサ(Marian Z. Kosa)と結婚し、3人の子供をもうけた。
1930年、キャサリン・メイヨーの"Mother India"に反論する"My Mother India"を出版した。アメリカ・インド人協会の設立に参加し、1942年に初代会長となった。ソーンドは同協会を通して、インド人にアメリカ合衆国への帰化資格を与えるための法整備を連邦議会に働きかけた。1946年にルース・セラー法が成立し、ソーンドは1949年12月16日にアメリカ合衆国の市民権を取得した。

## キャリア

### 初期のキャリア
1932年の大統領選挙ではフランクリン・D・ルーズベルトを支持した。ソーンドはウェストモアランドの治安判事グレン・キリングスワースの下で働いた。1950年、キリングスワースの支援を受けてインペリアル郡民主党中央委員に選出されたが、間もなくキリングスワースが死去した。その後、1954年に委員長に選出された。1952年、1956年、1960年の民主党全国大会で代議員を務めた。
1950年のウェストモアランドの治安判事選挙に立候補したが、合衆国市民となってからの期間が短かったため被選挙権がなかった。1952年の選挙で当選し、ウェストモアランドの治安判事に就任した。ソーンドは、当時アメリカで公職に就いていた唯一のインド出身者であると主張した。

### アメリカ合衆国下院議員

#### 選挙

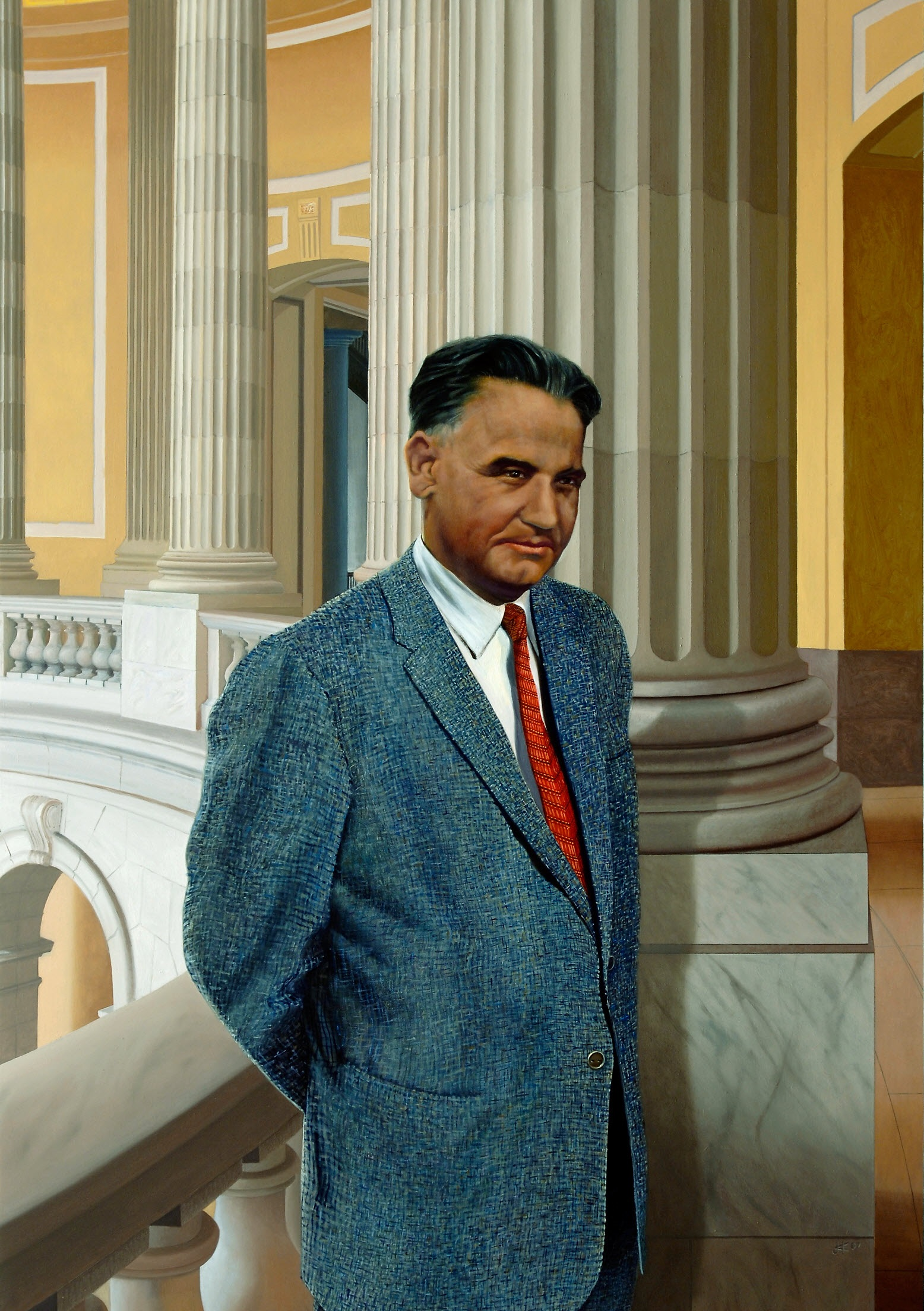
下院議員在任中のソーンド

1956年の連邦下院議員選挙で、カリフォルニア州第29選挙区から立候補した。ソーンドが合衆国市民であった期間が下院議員の被選挙権行使に必要な期間（7年）に満たないとして、4月16日に異議申立てが行われたが、カリフォルニア州第4控訴裁判所によって申立ては棄却された。同年の大統領選挙において、この選挙区では共和党のドワイト・D・アイゼンハワーが勝利していたにもかかわらず、下院議員選挙では共和党候補のジャクリーン・コクランを破って民主党のソーンドが当選した。これにより、ソーンドは初のアジア系アメリカ人の連邦議会議員となった。また、2023年現在においても、史上唯一のシク教徒の連邦議会議員である。
1958年の選挙では元カリフォルニア州議会議員のジョン・バベッジを、1960年の選挙ではチャールズ・H・ジェイムソンを破って再選された。
1962年の選挙では、5月1日に発症した脳卒中により入院したままの選挙戦となり、共和党候補のパトリック・M・マーティンに敗れた。

#### 任期中
下院議員当選後、自分の選挙区がコロラド川の水を公平に利用できるようにするために内務委員会の委員になりたいと述べた。1957年、外交委員会小委員会の委員に任命された。
選挙中に当選したらアジア諸国を訪問すると公約していた通り、1957年に日本、中華民国、イギリス領香港、フィリピン、南ベトナム、インドネシア、タイ、ビルマ、インド、パキスタンなどのアジア諸国を歴訪した。インドネシアではスカルノ大統領と、インドではジャワハルラール・ネルー首相と、日本では岸信介首相と会談した。アジア歴訪の帰途にイスラエルも訪問し、ダヴィド・ベン＝グリオン首相と会談した。

## 政治的姿勢
1957年、ソーンドは、アメリカが中東で「国王を買収して石油を保護する」という政策をとりながら、その国の国民を無視していると批判した。ソーンドは、かつてイギリスがインドで同様の政策を取り、インドから追放されたと指摘し、アメリカがこの政策を続ければイギリスと同じことが起こると述べた。
スエズ危機の際に、ドワイト・D・アイゼンハワー大統領がイギリス、フランス、イスラエルに対抗したことをソーンドは賞賛した。
イギリス女王エリザベス2世のアメリカ訪問時にアメリカ政府がアジアの指導者の訪問時よりも入念に女王を歓迎していたことを、ソーンドは批判した。
ソーンドの日本訪問中にアメリカでリトルロック高校事件が発生したが、ソーンドは「連邦の48州のうち35州で、学校や公共の場における黒人差別はなかった」と述べてアメリカを擁護した。

## 選挙結果
| 政党         | 政党         | 立候補者                 | 投票数  | %       | ± |
| ------------ | ------------ | ------------------------ | ------- | ------- | - |
|              | 民主党       | ダリップ・シン・ソーンド | 54,989  | 51.55%  |   |
|              | 共和党       | ジャクリーン・コクラン   | 51,690  | 48.45%  |   |
| 有効票の合計 | 有効票の合計 | 有効票の合計             | 106,679 | 100.00% |   |

| 政党         | 政党         | 立候補者                         | 投票数  | %       | ±       |
| ------------ | ------------ | -------------------------------- | ------- | ------- | ------- |
|              | 民主党       | ダリップ・シン・ソーンド（現職） | 64,518  | 62.39%  | +10.84% |
|              | 共和党       | ジョン・バベッジ                 | 38,899  | 37.61%  | -10.84% |
| 有効票の合計 | 有効票の合計 | 有効票の合計                     | 103,417 | 100.00% |         |

| 政党         | 政党         | 立候補者                         | 投票数  | %       | ±      |
| ------------ | ------------ | -------------------------------- | ------- | ------- | ------ |
|              | 民主党       | ダリップ・シン・ソーンド（現職） | 76,139  | 57.05%  | -5.34% |
|              | 共和党       | チャールズ・H・ジェイムソン      | 57,319  | 42.95%  | +5.34% |
| 有効票の合計 | 有効票の合計 | 有効票の合計                     | 133,458 | 100.00% |        |

| 政党         | 政党         | 立候補者                         | 投票数  | %       | ±       |
| ------------ | ------------ | -------------------------------- | ------- | ------- | ------- |
|              | 共和党       | パトリック・M・マーティン        | 68,583  | 55.94%  | +12.99% |
|              | 民主党       | ダリップ・シン・ソーンド（現職） | 54,022  | 44.06%  | -12.99% |
| 有効票の合計 | 有効票の合計 | 有効票の合計                     | 122,605 | 100.00% |         |

## 死去
ソーンドは1963年に海軍医療センターからカリフォルニア大学サンディエゴ校附属病院に転院した。2度目の脳卒中の後、1973年4月22日に死去した。連邦下院の議場で追悼式が行われ、24人の下院議員がソーンドに哀悼の意を表した。